# 沈国震
沈国震（1976年8月—），男，安徽蚌埠人，北京理工大学教授，英国皇家化学学会会士。

## 生平
1999年7月毕业于安徽师范大学化学系获学士学位，同年考取中国科学技术大学化学系研究生，于2003年12月获博士学位。2004年2月至2005年2月，在韩国汉阳大学从事博士后研究。2005年4月至2007年10月，任日本国立材料研究所纳米材料研究中心做访问学者。2007年11月至2009年2月，在美国南加州大学做访问学者。2009年2月加盟华中科技大学，任教授、博士生导师，历任系书记、国家实验室主任助理、功能实验室主任等职。2013年2月起任中国科学院半导体研究所半导体超晶格国家重点实验室研究员。2022年5月调至北京理工大学，任集成电路与电子学院教授。

## 学术贡献
主要从事低维半导体材料与相关柔性器件的研究工作，主持国家自然科学基金青年科学基金项目、面上项目、重大研究计划培育项目等科研项目多项。在Advanced Materials、Nano Letters等国际期刊发表SCI收录论文300余篇，多次入选Elsevier中国高被引学者榜单。2012年入选教育部新世纪优秀人才支持计划，2016年获国家杰出青年科学基金资助。

## 社会兼职
中国材料研究学会理事，中国材料研究学会纳米材料与器件分会副秘书长、常务理事，《科技导报》、《Progress in Natural Science Materials International》、《Journal of Semiconductors》等期刊编委。

## 奖励与荣誉
- 2015年度茅以升科学技术奖--北京青年科技奖[3]
- 2017年度中国材料研究学会科学技术一等奖（第一完成人）[4]
- 2017年度北京市科学技术二等奖（第一完成人）[5]
- 2018年，当选英国皇家化学学会会士[6]